# Aneta Benac
Aneta Benac (Sarajevo, 16. ožujka 1954.) je hrvatska i bosanskohercegovačka pjesnikinja, književna kritičarka, novinarka.
Pučko i srednje obrazovanje završila je u Sarajevu, gdje je studirala i diplomirala na Fakultetu političkih nauka (odjel žurnalistike).

## Djela
- Plodan krčag (pjesme, 1976.)
- Priča o Dadi (monografija o dadaizmu, 1989.)
- Crno sunce (pjesme, 1996.)
- Jutro s licem molitve (pjesme, 1997.)